# トラツグミ
トラツグミ（虎鶫、学名：Zoothera aurea）は、ツグミ科に分類される鳥の一種。分子系統解析により、1990年代に分類が大きく変更された。その後長らくZ. dauma aurea とされていたが、最近はZ. daumaの亜種から別種に昇格させてZ. aureaとする見解が広まっている（このページでもそれに従う）。
一方、これまでトラツグミと同じくZ. daumaの亜種Z. d. majorとされていたオオトラツグミは、従来通りZ. daumaの亜種とする見解と別種Z. majorとする見解があるが、いずれにしてもトラツグミZ. aureaとは別種になる。

## 分布
シベリア東南部から中国東北部、朝鮮半島、日本などで繁殖し、北方の地方のものは、冬季にはインド東部からインドシナ半島、フィリピンなどに渡りをおこない越冬する。
日本では、北海道、本州、四国、九州の低山から亜高山帯で繁殖する。本州、四国、九州で留鳥または漂鳥、北海道に夏鳥として生息する。奄美群島以南の琉球列島には冬鳥として渡来する。

## 形態
体長は30cmほどでヒヨドリ並みの大きさ。頭部から腰までや翼などの体表は、黄褐色で黒い鱗状の斑が密にある。体の下面は白っぽい。嘴は黒く、脚は肉色である。雌雄同色である。尾羽は14枚。

## 生態

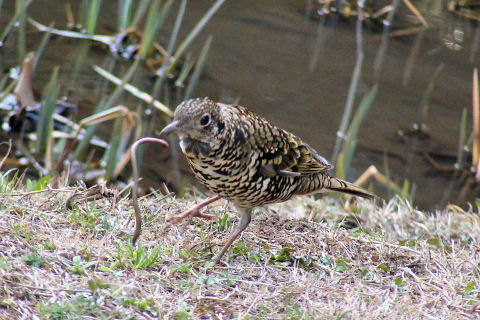
土中のミミズを捕らえたトラツグミ

主に丘陵地や低山の広葉樹林に好んで生息するが、林の多い公園などでも観察されることがある。積雪の多い地方にいるものは、冬は暖地へ移動する。
食性は雑食。雑木林などの地面で、積もる落ち葉などをかき分けながら歩き、土中のミミズや昆虫類などを捕食することが多い。冬季には、木の実も食べる。
繁殖形態は卵生。木の枝の上に、コケ類や枯れ枝で椀状の巣を作り、4-7月に3-5個を産卵する。
さえずりは「ヒィー、ヒィー」「ヒョー、ヒョー」と寂しいような声。地鳴きは「ガッ」。主に夜間に鳴くが、雨天や曇っている時には日中でも鳴いていることがある。

## 人間との関わり
森の中で夜中に細い声で鳴くため、鵺（ぬえ）、鵺鳥（ぬえどり）、ぬえしないとも呼ばれ、気味悪がられることがあった。「鵺鳥の」は、「うらなけ」「片恋づま」「のどよふ」という悲しげな言葉の枕詞となっている。トラツグミの声で鳴くとされた架空の動物はその名を奪って鵺と呼ばれ、今ではそちらの方が有名となっている。